# Pinocchio (chanson)
Pour les articles homonymes, voir Pinocchio (homonymie).
Pinocchio est une composition instrumentale du groupe italien de musique électronique Pin-Occhio, sortie en single en 1993.
La musique reprend une composition créée par Fiorenzo Carpi pour le thème de la mini-série Les Aventures de Pinocchio (1972) réalisée par Luigi Comencini.

## Classements
| Classement (1993)                       | Meilleure position |
| --------------------------------------- | ------------------ |
| Belgique (Wallonie Ultratop 50 Singles) | 4                  |
| France (SNEP)                           | 10                 |
| Pays-Bas (Single Top 100)               | 10                 |
| Pays-Bas (Nederlandse Top 40)           | 11                 |

## Version de Pepeto
Sortie qu'elle années plus tôt, donc en 1992 , la version a atteint la 21e place en France.

### Classements
| Classement (1993) | Meilleure position |
| ----------------- | ------------------ |
| France (SNEP)     | 21                 |

## Version du personnage animé Pinocchio (T'es pas cap Pinocchio)
Singles de Pinocchio
Pinocchio en hiver (Kalinka)
(2005)
Clip vidéo
[vidéo] « T'es pas cap Pinocchio (audio) », sur YouTube
T'es pas cap Pinocchio est une chanson du chanteur virtuel français Pinocchio, écrite sur la mélodie du tube Pinocchio du groupe italien Pin-Occhio.
Sortie en single en 2005, cette chanson a atteint la 2e place en France.
| 1. | T'es pas cap Pinocchio (Radio Edit)                     | 3:15 |
| 2. | La chanson du kazoo                                     | 3:21 |
| 3. | T'es pas cap Pinocchio (Vidéo clip compatible Mac & Pc) | 3:20 |

### Classements
| Classement (2005)                       | Meilleure position |
| --------------------------------------- | ------------------ |
| Belgique (Wallonie Ultratop 50 Singles) | 2                  |
| France (SNEP)                           | 2                  |
| Suisse (Schweizer Hitparade)            | 16                 |

#### Version allemande (Klick klack)
| Classement (2006)             | Meilleure position |
| ----------------------------- | ------------------ |
| Autriche (Ö3 Austria Top 40)  | 4                  |
| Allemagne (GfK Entertainment) | 3                  |
| Suisse (Schweizer Hitparade)  | 5                  |